# Eksterbekarde
De eksterbekarde (Pachyramphus albogriseus) is een zangvogel uit de familie Tityridae. De vogel werd in 1857 geldig beschreven door de Engelse dierkundige  Philip Lutley Sclater.

## Kenmerken
De vogel is 13 tot 14,5 cm lang. Het mannetje is overwegend grijs met een zwarte kopkap. De bovenkant van de staart en vleugelveren zijn ook donkerder, de buik en borst lichtgrijs. Het vrouwtje is olijfkleurig op de rug, ze heeft een zwarte oogstreep en een roestbruine kruin en de borst is lichtgrijs tot gelig.

## Verspreiding en leefgebied
Deze soort komt voor in Costa Rica en van Venezuela tot Peru. Er zijn twee ondersoorten:
- P. a. ornatus: Costa Rica en westelijk Panama.
- P. a. albogriseus: van noordelijk Venezuela tot centraal Peru.

De leefgebieden liggen in natuurlijk bos in heuvelland en gebergten tussen de 500 en 3050 meter boven zeeniveau.

Populaties die als ondersoorten werden onderscheiden die voorkomen in laaglanden in het noordwesten van Zuid-Amerika zijn samengevoegd tot een aparte, monotypische soort, de cryptische bekarde (P. salvini).

## Status
De grootte van de populatie is niet gekwantificeerd maar de soort wordt omschreven als schaars. Op de Rode lijst van de IUCN heeft deze soort de status niet bedreigd.